# 59è Festival Internacional de Cinema de Canes
El 59è Festival Internacional de Cinema de Canes es va dur a terme del 17 al 28 de maig de 2006. Foren seleccionades per competir 20 pel·lícules d'11 països. El President del jurat de la secció oficial fou Wong Kar-wai, el primer director xinès en presidir el jurat.
La Palma d'Or fou atorgada a la pel·lícula de Ken Loach The Wind That Shakes the Barley. Altres guanyadors van ser Pedro Almodóvar (millor guió, Volver) i Alejandro González Iñárritu (millor director, Babel). Això també va suposar la primera vegada en tres anys que cap pel·lícula, actor, actriu o director estatunidenc no va guanyar cap premi a Canes.
El festival va obrir amb l'estrena en primícia de The Da Vinci Code, basada en la novel·la de Dan Brown. Els periodistes van donar una bona recepció a la pel·lícula en la seva primera projecció de premsa, amb un fort riure que va sorgir en una de les escenes fonamentals. Transylvania de Tony Gatlif va tancar el festival. Paris, je t'aime va obrir la secció del festival Un Certain Regard.

## Jurat

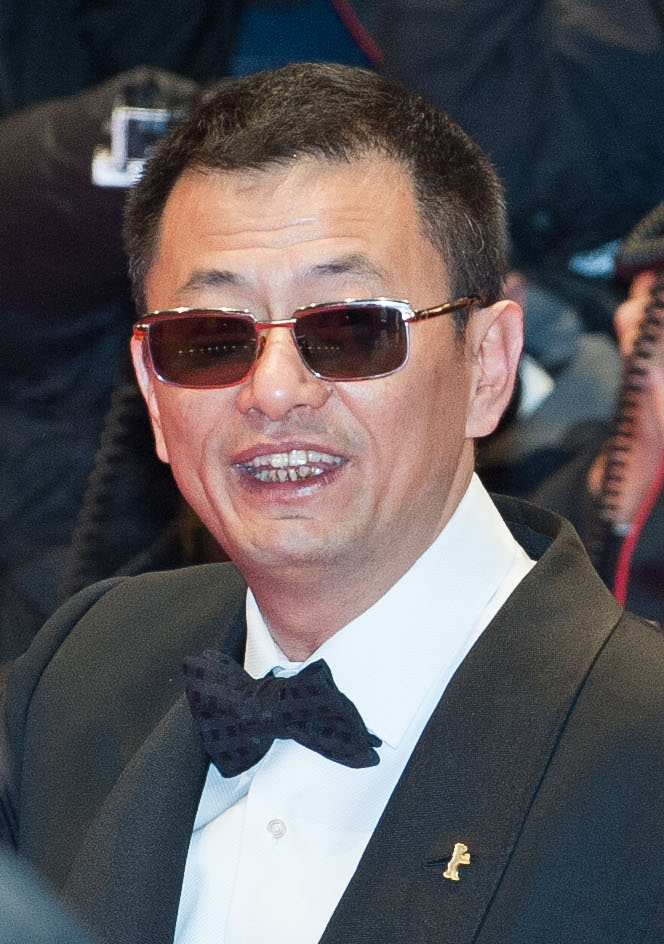
Wong Kar-wai, president del jurat

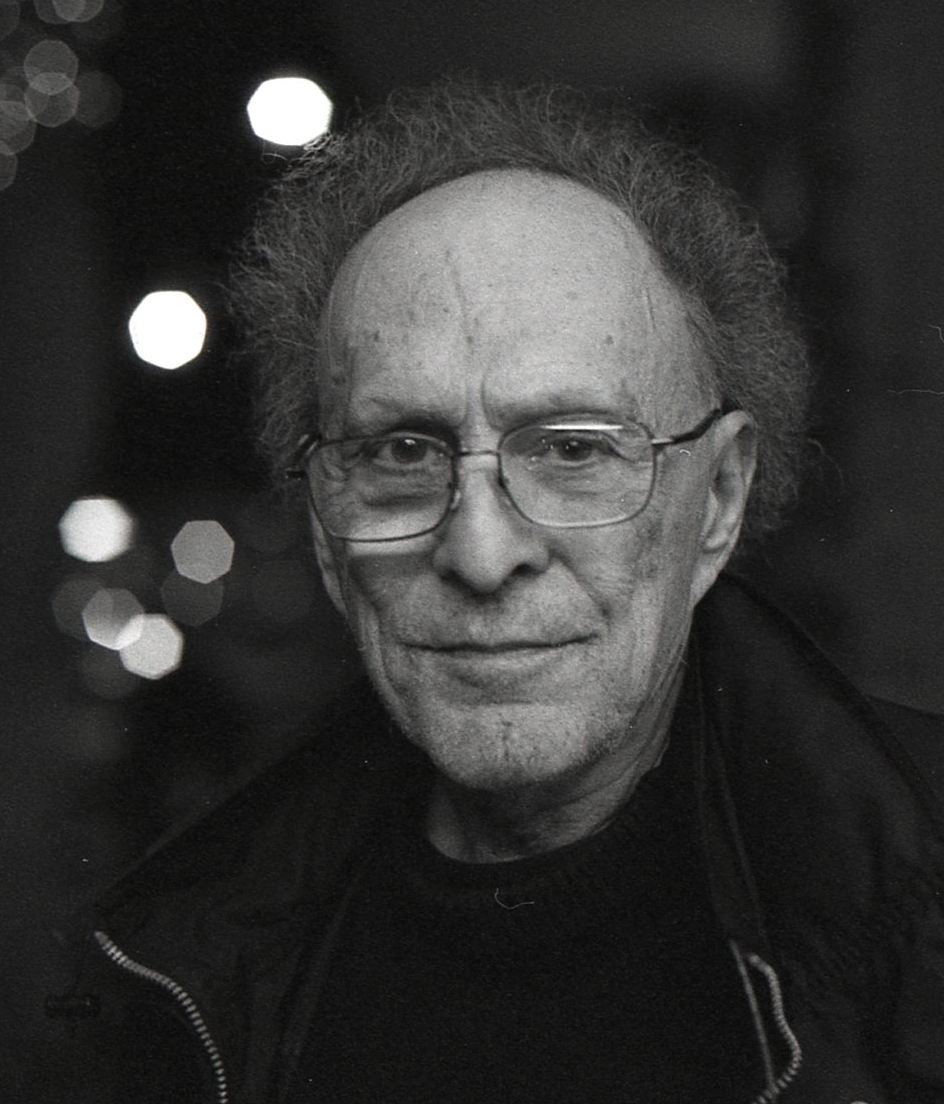
Monte Hellman, President del jurat Un Certain Regard

### Competició principal
Les següents persones foren nomenades per formar part del jurat de la competició principal en l'edició de 2006:
- Wong Kar-wai (Hong Kong) President
- Helena Bonham Carter (U.K.)
- Monica Bellucci (Itàlia)
- Samuel L. Jackson (Estats Units)
- Patrice Leconte (França)
- Lucrecia Martel (Argentina)
- Tim Roth (U.K.)
- Elia Suleiman (Palestina)
- Zhang Ziyi (Xina)

### Un Certain Regard
Les següents persones foren nomenades per formar part del jurat de la secció Un Certain Regard de 2006:
- Monte Hellman (director) (Estats Units) President
- Jean-Pierre Lavoignat (crític) (França)
- Lars-Olav Beier (crític) (Alemanya)
- Laura Winters (crític) (Estats Units)
- Marjane Satrapi (autor) (Iran)
- Maurizio Cabonat (crític) (Itàlia)

### Cinéfondation i curtmetratges
Les següents persones foren nomenades per formar part del jurat de la secció Cinéfondation i de la competició de curtmetratges:
- Andrei Konchalovsky (director) (Rússia) President
- Daniel Brühl (actor) (Alemanya)
- Sandrine Bonnaire (actriu) (França)
- Souleymane Cissé (director) (Mali)
- Tim Burton (director) (Estats Units)
- Zbigniew Preisner (compositor) (Polònia)

### Càmera d'Or
Les següents persones foren nomenades per formar part del jurat de la Càmera d'Or de 2006:
- Luc i Jean-Pierre Dardenne (directors) (Bèlgica) Presidents
- Alain Riou (critic) (França)
- Frédéric Maire (president del Festival de Locarno) (Suïssa)
- Jean-Paul Salomé (director) (França)
- Jean-Louis Vialard (cineasta) (França)
- Jean-Pierre Neyrac (tècnic) (França)
- Luiz Carlos Merten (critic) (Brasil)
- Natacha Laurent (director de la Cinémathèque de Tolosa de Llenguador) (França)

Els membres del jurat de la Competició de la Selecció Oficial de 2006
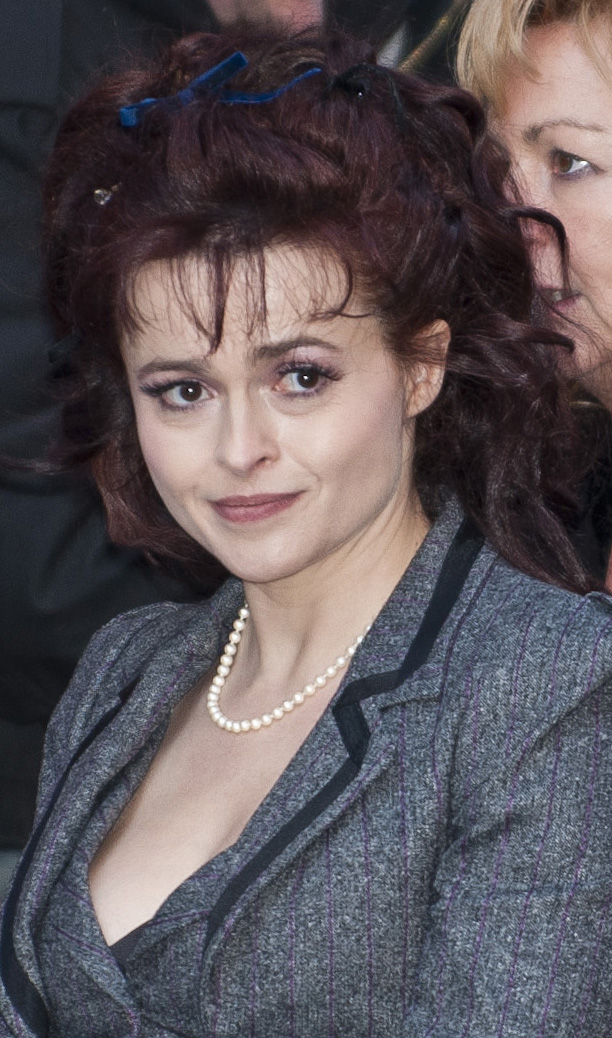
Helena Bonham Carter
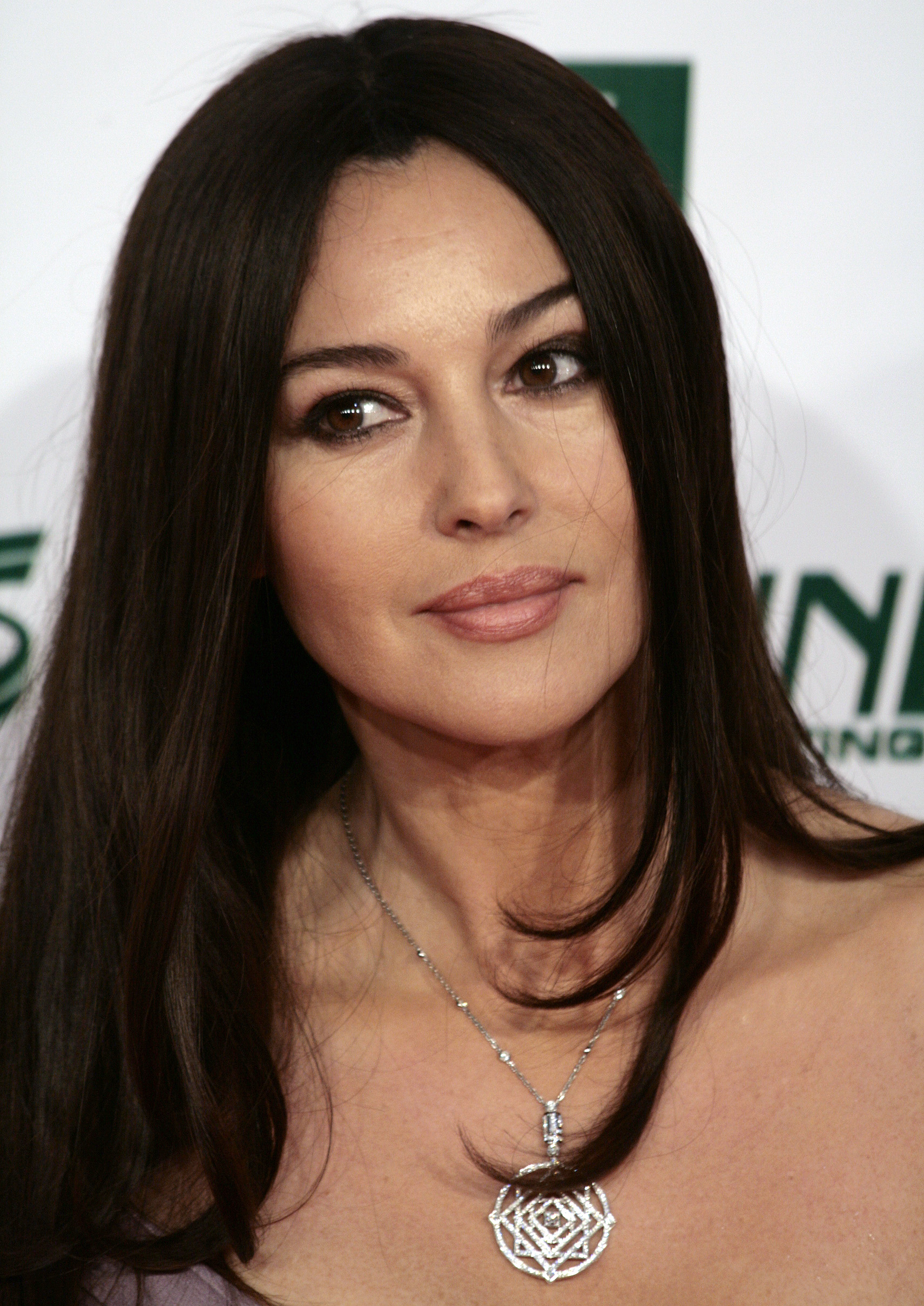
Monica Bellucci
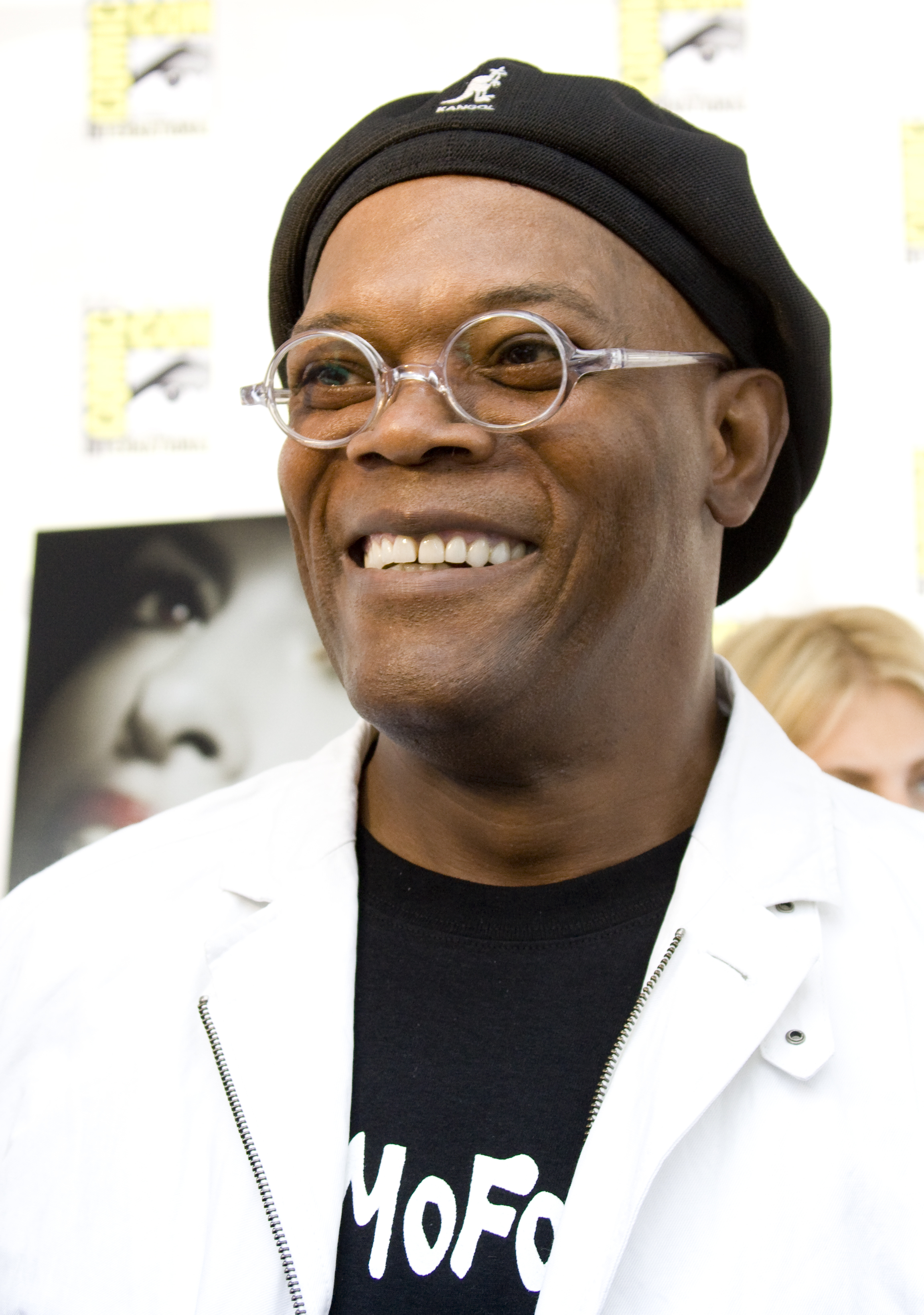
Samuel L. Jackson
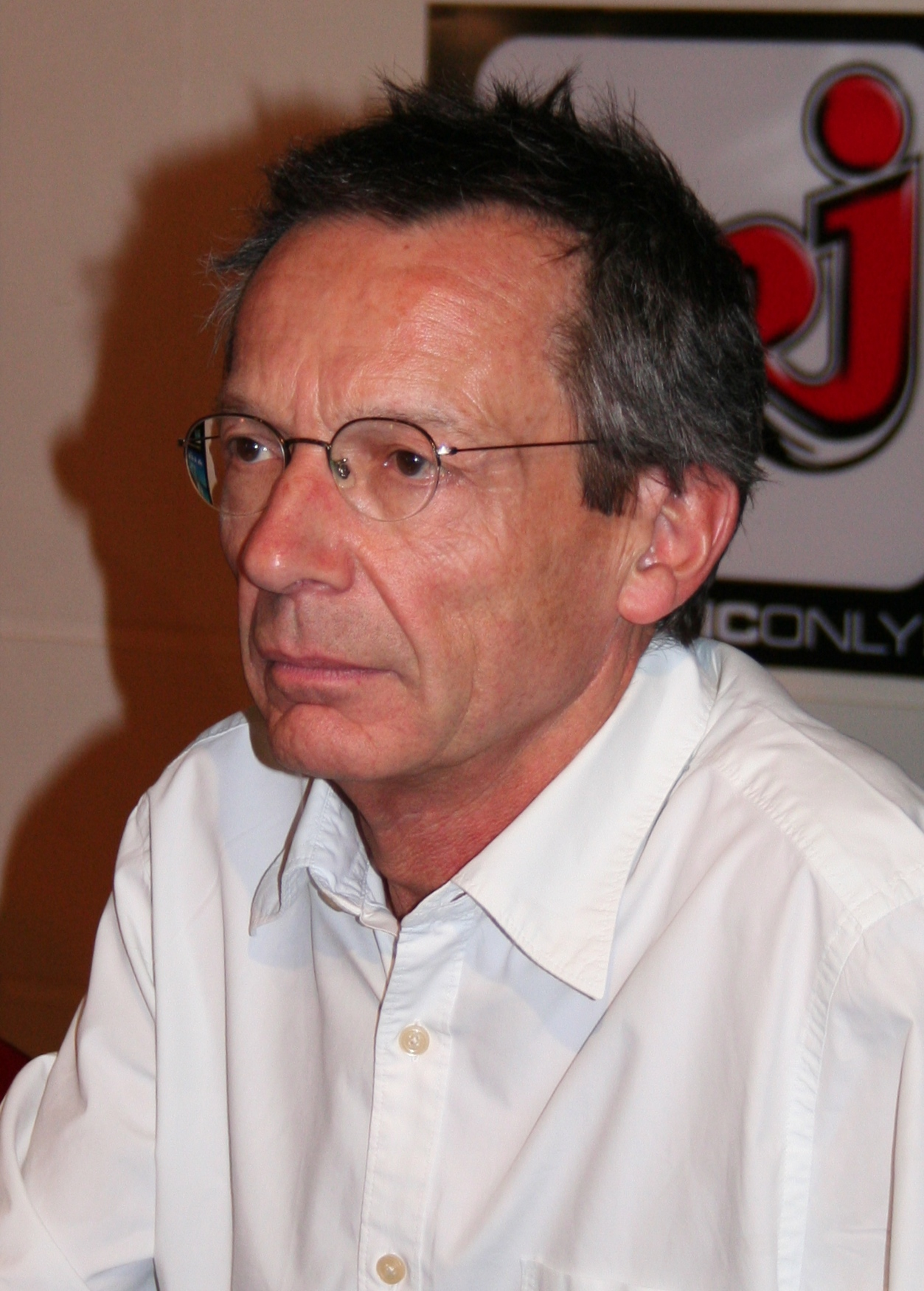
Patrice Leconte
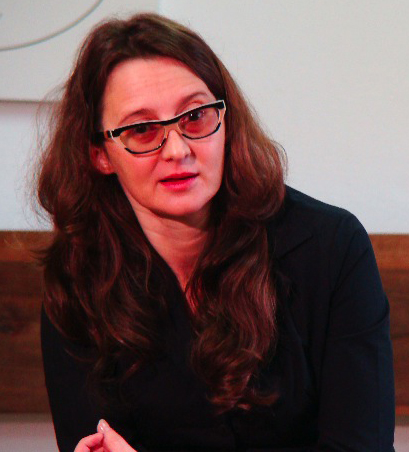
Lucrecia Martel
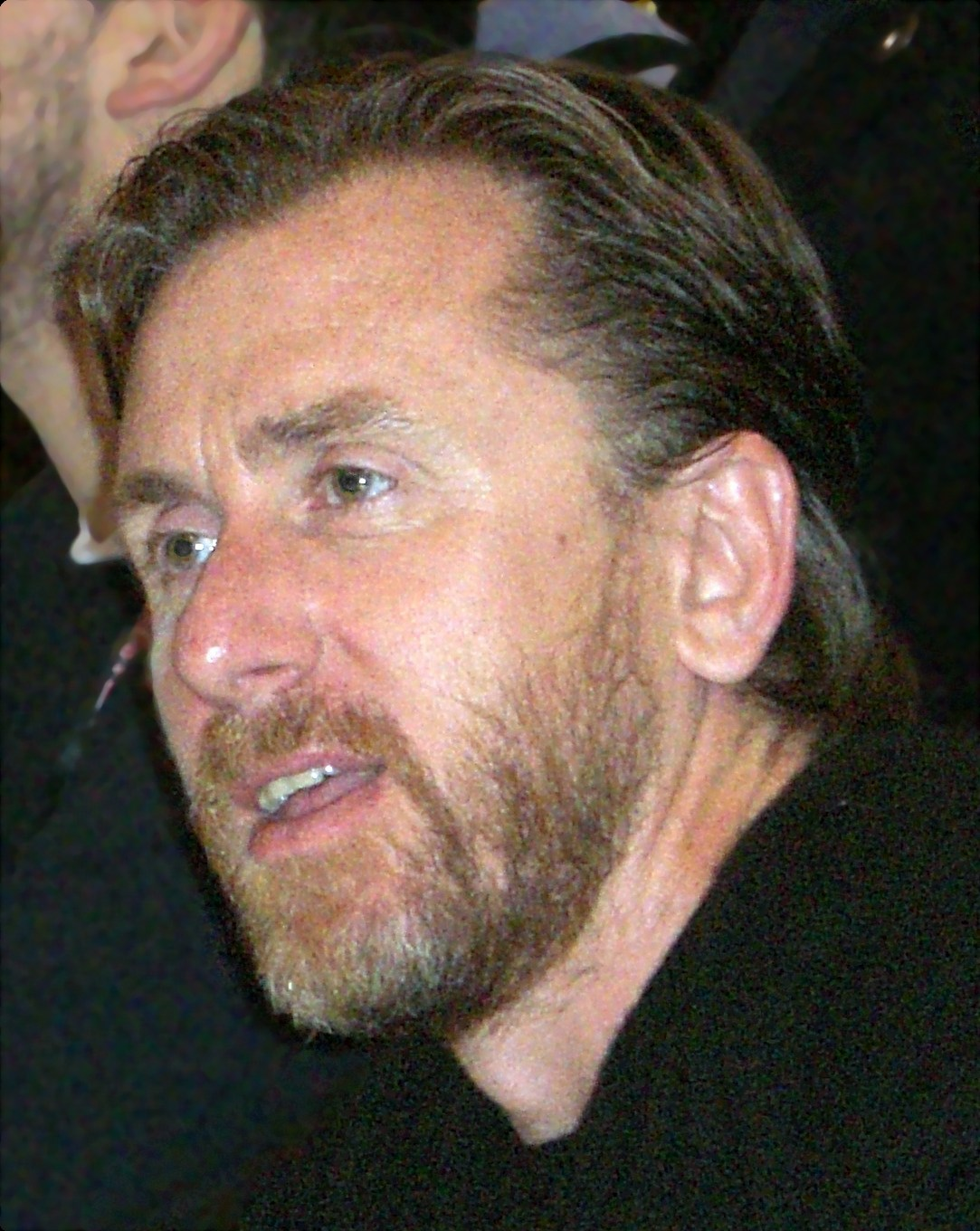
Tim Roth
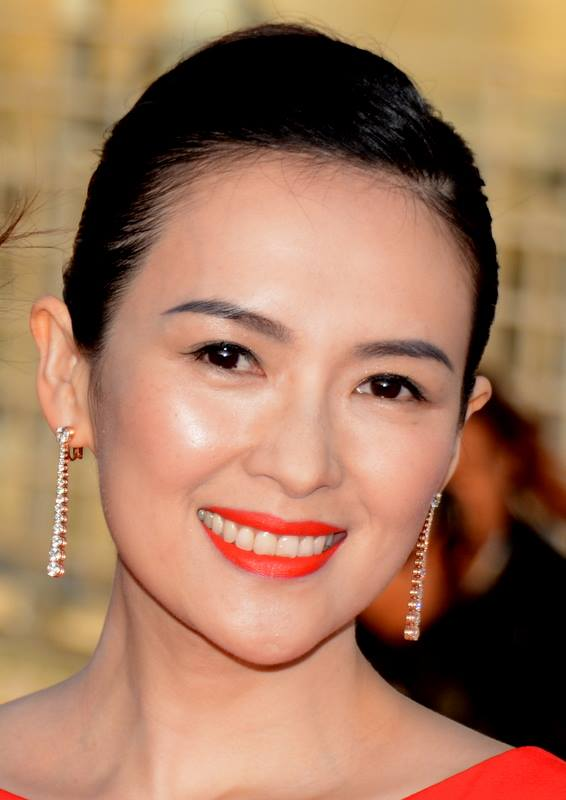
Zhang Ziyi

## Selecció oficial

### En competició – pel·lícules
Les següents pel·lícules competiren per la Palma d'Or:
- Babel de Alejandro González Iñárritu
- Il caimano de Nanni Moretti
- Selon Charlie de Nicole Garcia
- Crónica de una fuga d'Israel Adrián Caetano
- İklimler de Nuri Bilge Ceylan
- Juventude em Marcha de Pedro Costa
- Indigènes de Rachid Bouchareb
- L'amico di famiglia de Paolo Sorrentino
- Fast Food Nation de Richard Linklater
- Flandres de Bruno Dumont
- Laitakaupungin valot de Aki Kaurismäki
- Marie Antoinette de Sofia Coppola
- El laberinto del fauno de Guillermo del Toro
- Red Road de Andrea Arnold
- La Raison du plus faible de Lucas Belvaux
- Southland Tales de Richard Kelly
- Yíhé Yuán de Lou Ye
- Volver de Pedro Almodóvar
- Quand j'étais chanteur de Xavier Giannoli
- The Wind That Shakes the Barley de Ken Loach

### Un Certain Regard
Les següents pel·lícules foren seleccionades per competir a Un Certain Regard:
- 2:37 de Murali K. Thalluri
- 977 de Nikolay Khomeriki
- Bled Number One de Rabah Ameur-Zaïmeche
- La Californie de Jacques Fieschi
- Jiang cheng xia ri de Wang Chao
- Meurtrières de Patrick Grandperret
- La Tourneuse de pages de Denis Dercourt
- Hamaca paraguaya de Paz Encina
- Paris, je t'aime de Gurinder Chadha, Bruno Podalydès, Gus Van Sant, Coen brothers, Walter Salles, Daniela Thomas, Christopher Doyle, Isabel Coixet, Suwa Nobuhiro, Sylvain Chomet, Alfonso Cuarón, Olivier Assayas, Oliver Schmitz, Richard LaGravenese, Vincenzo Natali, Wes Craven, Tom Tykwer, Gérard Depardieu, Frédéric Auburtin, Alexander Payne
- Gwai wik de Oxide Pang & Danny Pang
- Z odzysku de Sławomir Fabicki
- Salvador de Manuel Huerga
- A Scanner Darkly de Richard Linklater
- Serambi de Garin Nugroho, Tonny Trimarsanto, Viva Westi, Lianto Luseno
- Suburban Mayhem de Paul Goldman
- Taxidermia de György Pálfi
- Ten Canoes de Rolf de Heer
- Bihisht faqat baroi murdagon de Djamshed Usmonov
- Yongseobadji mothan ja de Jong-bin Yun
- Uro de Stefan Faldbakken
- El violín de Francisco Vargas Quevedo
- Cum mi-am petrecut sfârşitul lumii de Cătălin Mitulescu
- Il regista di matrimoni de Marco Bellocchio
- Aš esi tu de Kristijonas Vildziunas

### Pel·lícules fora de competició
Les següents pel·lícules foren seleccionades per ser projectades fora de competició:
- An Inconvenient Truth de Davis Guggenheim
- Avida de Benoît Delépine
- Bamako d'Abderrahmane Sissako
- Boffo! Tinseltown's Bombs and Blockbusters de Bill Couturié
- Chlopiec na galopujacym koniu d'Adam Guziński
- Clerks II de Kevin Smith
- Un lever de rideau de François Ozon
- The Da Vinci Code de Ron Howard
- El-banate dol de Tahani Rached
- Election 2 de Johnnie To
- Halim de Sherif Arafa
- The House Is Burning de Holger Ernst
- Volevo solo vivere de Mimmo Calopresti
- Ici Najac, à vous la terre de Jean-Henri Meunier
- Nouvelle chance de Anne Fontaine
- Over the Hedge de Tim Johnson, Karey Kirkpatrick
- Requiem for Billy the Kid d'Anne Feinsilber
- Chambre 666 de Wim Wenders
- Les signes de Eugène Green
- Shortbus de John Cameron Mitchell
- SIDA de Gaspar Noé
- Silk de Su Chao-pin
- Sketches of Frank Gehry de Sydney Pollack
- Stanley's Girlfriend de Monte Hellman
- Transylvania de Tony Gatlif
- United 93 de Paul Greengrass
- The Water Diary de Jane Campion
- X-Men: The Last Stand de Brett Ratner
- Zidane, un portrait du 21e siècle de Philippe Parreno and Douglas Gordon

### Cinéfondation
Les següents pel·lícules foren seleccionades per ser projectades a la competició Cinéfondation:
- Doorman d'Etienne Kallos
- Een ingewikkeld verhaal, eenvoudig verteld de Jaap van Heusden
- Elastinen parturi de Milla Nybondas
- Ha'chavera shell Emile de Nadav Lapid
- Even Kids Started Small de Yaniv Berman
- Firn de Axel Koenzen
- Ge & Zeta de Gustavo Riet
- Une goutte d'eau de Deniz Gamze Ergüven
- Graceland d'Anocha Suwichakornpong
- Hunde de Matthias Huser
- Jaba d'Andreas Bolm
- Justiça ao insulto de Bruno Jorge
- Mother de Siân Heder
- Mr. Schwartz, Mr. Hazen & Mr. Horlocker de Stefan Mueller
- Snow de Dustin Feneley
- Tetris d'Anirban Datta
- Le virus d'Ágnes Kocsis

### Curtmetratges en competició
Els següents curtmetratges competien per Palma d'Or al millor curtmetratge:
- Banquise de Cédric Louis, Claude Barras
- Conte de quartier de Florence Miailhe
- Film noir de Osbert Parker
- Nature's Way de Jane Shearer
- O monstro de Eduardo Valente
- Ongeriewe de Robin Kleinsmidt
- Poyraz de Belma Bas
- Primera nieve de Pablo Aguero
- Sexy Thing de Denie Pentecost
- Sniffer de Bobbie Peers

### Cannes Classics
La secció de Clàssics de Cannes destaca el cinema patrimoni, pel·lícules redescobertes, impressions restaurades i llançaments teatrals, televisius o en DVD de grans pel·lícules del passat.
Tribut
- India Song de Marguerite Duras (1975)
- Sergei Eisenstein
  - Hommage A Sergei Eisensten (02:17)
  - Bejin lug de Sergei Eisenstein (curt de 1936)
- Alejandro Jodorowsky
  - La montaña sagrada (1973)
  - El topo (1970)
- Carol Reed
  - A Kid for Two Farthings (1955)
  - The Fallen Idol (1948)
  - Odd Man Out (1947)
  - The Way Ahead (1944)
- Sessió John Ford / John Wayne (03:22)
- Norman McLaren
  - Programme McLaren (01:30)
  - Norman McLaren's Opening Speech amb Arthur Lipset (curt de 1961)
  - Begone Dull Care (curt de 1949) amb Evelyn Lambart
  - Blinkity Blank (curt de 1955)
  - A Chairy Tale (curt de 1957) amb Claude Jutra
  - Hen Hop (curt de 1942)
  - Lines horizontal (curt de 1962) amb Evelyn Lambart
  - Mail Early (curt de 1941)
  - Le merle (curt de 1958)
  - Neighbours (curt de 1952)
  - Pas de deux (curt de 1968)
  - La poulette grise (curt de 1947)
  - Stars and Stripes (curt de 1940)
  - Synchromy (curt de 1971)

Documental sobre Cinema
- Il était une fois...Rome ville ouverte de Marie Genin, Serge July
- John Ford / John Wayne: The Filmmaker and the Legend de Sam Pollard
- Marcello, una vita dolce de Annarosa Morri, Mario Canale

Pel·lícules restaruades
- Shi si nu ying hao de Kang Cheng (1972)
- Blast of Silence de Allen Baron (1961)
- Cabiria de Giovanni Pastrone (1914)
- Estate Violenta de Valerio Zurlini (1959)
- La Drolesse de Jacques Doillon (1978)
- Mirt Sost Shi Amit de Haile Gerima (1975)
- Les Aventuriers de Robert Enrico (1967)
- Monte Cristo de Henri Fescourt (1929)
- Le mystère de la tour Eiffel de Julien Duvivier (1927)
- Kaze no Tani no Naushika de Hayao Miyazaki (1984)
- Oktyabr de Sergei Eisenstein, Grigori Aleksandrov (1927)
- Platoon d'Oliver Stone (1986)
- Roma, ciutat oberta (Roma città aperta) de Roberto Rossellini (1945)
- The Searchers de John Ford (1956)
- La Terra Trema de Luchino Visconti (1948)

## Seccions paral·leles

### Setmana Internacional dels Crítics
Els següents llargmetratges van ser seleccionats per ser projectats per a la quaranta cinquena Setmana de la Crítica (45e Semaine de la Critique):
Pel·lícules en competició
- Drama/Mex de Gerardo Naranjo (Mèxic)
- Fresh Air d'Ágnes Kocsis (Hongria)
- Komma de Martine Doyen (França, Bèlgica)
- Les amitiés maléfiques d'Emmanuel Bourdieu (França)
- Den brysomme mannen de Jens Lien (Noruega)
- Pingpong de Matthias Luthardt (Alemanya)
- Sonhos de peixe de Kirill Mikhanovsky (Brasil)

Curtmetratges en competició
- Alguma coisa assim d'Esmir Filho
- Iron de Hiroyuki Nakano
- Kristall de Christoph Girardet, Matthias Müller
- Kvinna vid grammofon de Johannes Stjärne Nilsson, Ola Simonsson
- L'écluse d'Olivier Ciechelski
- News de Ursula Ferrara
- Printed Rainbow de Gitanjali Rao

### Quinzena dels directors
Les següents pel·lícules foren exhibides en la Quinzena dels directors de 2006 (Quinzaine des Réalizateurs):
- 12:08 East of Bucharest de Corneliu Porumboiu (Romania)
- Anche libero va bene de Kim Rossi Stuart (Itàlia)
- Les Anges Exterminateurs de Jean-Claude Brisseau (França)
- Azur et Asmar de Michel Ocelot (França)
- Bug de William Friedkin (Estats Units)
- Ça brûle de Claire Simon (França)
- Change of Address de Emmanuel Mouret (França)
- Congorama de Philippe Falardeau (Canada)
- Daft Punk's Electroma de Thomas Bangalter, Guy-Manuel de Homem-Christo (França)
- Dans Paris de Christophe Honoré (França)
- Day Night Day Night de Julia Loktev (Estats Units, França, Alemanya)
- The Hawk Is Dying de Julian Goldberger (Estats Units)
- Honor de cavalleria de Albert Serra (Espanya)
- The Host de Bong Joon-ho (Corea del Sud)
- Jindabyne de Ray Lawrence (Australia)
- Lying de M. Blash (Estats Units)
- Princesse d'Anders Morgenthaler (Dinamarca)
- Summer of '04 de Stefan Krohmer (Alemanya)
- Sway de Miwa Nishikawa (Japó)
- Transe de Teresa Villaverde (Itàlia, França)
- Cum mi-am petrecut sfârşitul lumii de Catalin Mitulescu (Romania, França)
- We Should Not Exist de Hervé P. Gustave (França)
- Fehér tenyér de Szabolcs Hajdu (Hongria)

Curtmetratges
- The Aluminum Fowl de James Clauer
- Bugcrush de Carter Smith
- By the Kiss de Yann Gonzalez
- Dans le rang de Cyprien Vial
- L'Étoile de mer de Sophie Letourneur
- Menged de Daniel Taye Workou
- Rapace de João Nicolau
- Un rat de Bosilka Simonovitch
- Sepohon Rambutan indah kepunyaanku di tanjung rambutan de Bin HajiSaari U-Wei
- Le Soleil et la mort voyagent ensemble de Frank Beauvais

## Premis

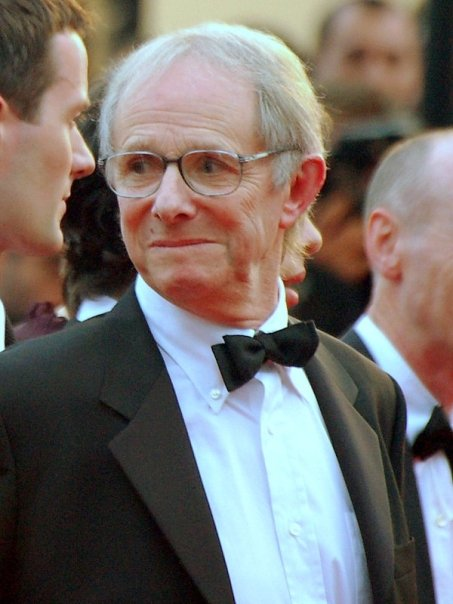
Ken Loach, guanyador de la Palma d'Or.

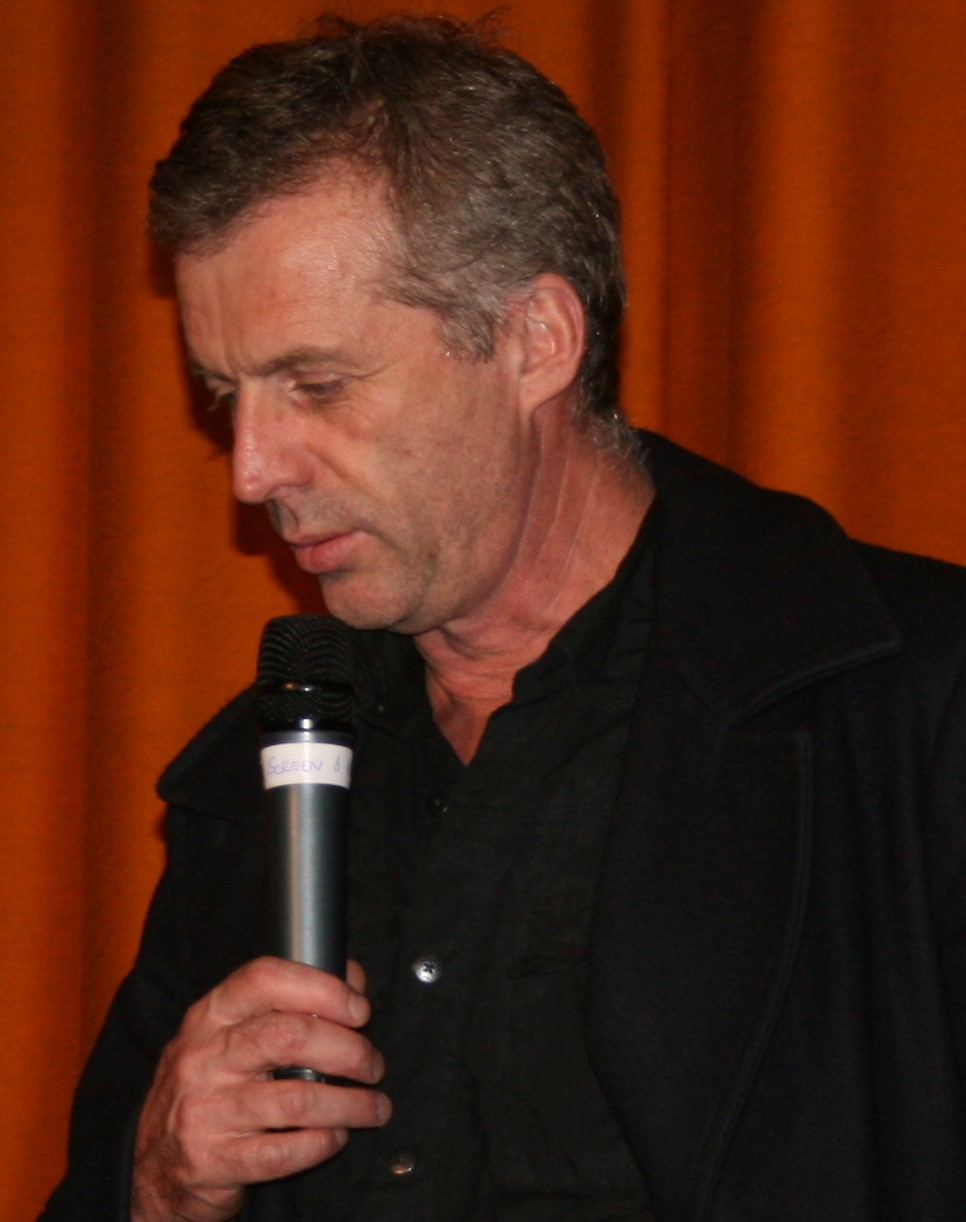
Bruno Dumont, guanyador del Grand Prix

### Premis oficials
Els guardonats en les seccions oficials de 2006 foren:
- Palma d'Or: The Wind That Shakes the Barley, de Ken Loach
- Grand Prix: Flandres, de Bruno Dumont
- Millor director: Alejandro González Iñárritu per Babel
- Millor guió: Pedro Almodóvar per Volver
- Millor actriu: Chus Lampreave, Yohana Cobo, Carmen Maura, Lola Dueñas, Blanca Portillo, Penélope Cruz pels seus papers a Volver de Pedro Almodóvar
- Millor actor: Jamel Debbouze, Samy Naceri, Sami Bouajila, Roschdy Zem, Bernard Blancan pels seus papers a Indigènes de Rachid Bouchareb
- Premi del Jurat: Red Road de Andrea Arnold

Un Certain Regard
- Prix Un Certain Regard: Jiang cheng xia ri de Wang Chao
- Premi Un Certain Regard Especial del jurat: Ten Canoes de Rolf de Heer
- Prix d'interprétation féminine: Dorothea Petre a Cum mi-am petrecut sfârşitul lumii
- Prix d'interprétation masculine: Ángel Tavira a El violín
- Prix du Président du Jury Un Certain Regard: Meurtrières de Patrick Grandperret

Cinéfondation
- Primer Premi: Ge & Zeta de Gustavo Riet
- Segon Premi: Mr. Schwartz, Mr. Hazen & Mr. Horlocker de Stefan Mueller
- Tercer Premi: Mother de Siân Heder i Le virus d'Ágnes Kocsis

Càmera d'Or
- Caméra d'Or: 12:08 East of Bucharest de Corneliu Porumboiu

Curtmetratges
- Palma d'Or al millor curtmetratge: Sniffer de Bobbie Peers
- Primer Premi: Primera nieve de Pablo Aguero
- Menció Especial: Conte de quartier de Florence Miailhe

### Premis independents
Premis FIPRESCI
- İklimler de Nuri Bilge Ceylan (En competició)
- Bug de William Friedkin (Quinzena dels Directors)
- Hamaca paraguaya de Paz Encina (Un Certain Regard)

Premi Vulcan de la Tècnica Artística
- Premi Vulcan: Stephen Mirrione per l'edició de Babel

Jurat Ecumènic
- Premi del Jurat Ecumènic: Babel de Alejandro González Iñárritu

Premi de la Joventut
- Bled Number One de Rabah Ameur-Zaïmeche

Premis en el marc de la Setmana Internacional de la Crítica
- Grand prix de la semaine de la critique : Les amitiés maléfiques d'Emmanuel Bourdieu
- Prix SACD : Pingpong de Matthias Luthardt i Les amitiés maléfiques d'Emmanuel Bourdieu
- Prix Acid : Den brysomme mannen de Jens Lien
- Prix de la toute jeune critique : Pingpong de Matthias Luthardt
- Grand Rail d'or : Les amitiés maléfiques de Emmanuel Bourdieu

Premis en el Marc de la Quinzena dels Directors
- Prix Art and Essay : Anche libero va bene de Kim Rossi Stuart
- Prix Regard Jeune: Day Night Day Night de Julia Loktev
- Label Europa Cinéma : 12:08 East of Bucharest de Corneliu Porumboiu
- Prix SACD al millor curt en francès: Dans le rang de Cyprien Vial
- Prix Gras Savoye: Un rat de Bosilka Simonovitch

Association Prix François Chalais
- Prix François Chalais: Indigènes de Rachid Bouchareb[21]

## Mèdia
- INA: Llista de guanyadors del festival de 2006 ((francès))